# Paramuricea spinosa
Paramuricea spinosa är en korallart som beskrevs av Rudolf Albert von Kölliker 1865. Paramuricea spinosa ingår i släktet Paramuricea och familjen Plexauridae. Inga underarter finns listade i Catalogue of Life.